# Новоюласенська сільська рада
Новоюла́сенська сільська рада (рос. Новоюласенский сельский совет) — сільське поселення у складі Червоногвардійського району Оренбурзької області Росії.
Адміністративний центр та єдиний населений пункт — село Новоюласка.

## Населення
Населення — 390 осіб (2019; 471 в 2010, 594 у 2002).